# Noose of Ice
"Noose of Ice" is de 24e aflevering van de televisieserie Captain Scarlet and the Mysterons, een sciencefictionserie waarin gebruikgemaakt wordt van de poppenspeltechniek supermarionation. De aflevering werd voor het eerst uitgezonden op ATV Midlands in Engeland op 12 maart 1968. Qua productievolgorde was het echter de 26e aflevering.

## Verhaal
Op het Hotspot mijncomplex op de Noordpool is Neilson, een onderhoudsmonteur, op werg naar Eskimo Booster Station om de elektrische voorziening daar te repareren. Hij wordt echter overvallen door een blizzard. Zijn dode lichaam wordt door de Mysteronringen gereconstrueerd.
Via een radiobericht laten de Mysterons weten de nieuwe ruimtevloot waarmee de mensheid terug wil keren naar Mars te zullen saboteren. Generaal Rebus, opperbevelhebber van de Ruimte Administratie, neemt contact op met Cloudbase, en Colonel White stuurt Scarlet en Blue naar het kantoor van de generaal in New York. Daar aangekomen krijgen ze te horen dat de administratie werkt aan een manier om de tijd die een reis naar Mars duurt met 1/3 in te korten. Alleen een tritionium legering kan bescherming bieden tegen de verhoogde weerstand hierbij. Blue merkt op dat tritionium alleen kunstmatig kan worden verkregen, maar Rebus onthult dat men een natuurlijke bron heeft ontdekt op de zeebodem, onder Hotspot Tower op de noordpool.
Scarlet en Blue reizen af naar de Noordpool waar ze bij de Hotspot Tower arriveren met een SPV. Ze vragen zich af hoe het komt dat al het water rondom de toren en de onderzeese mijn niet bevriest. Ze ontmoetten er Rhodes, de mijncoördinator. Neilson is er ook. Hij vertelt Rhodes dat hij het booster station nogmaals zal controleren op bevel van Central Control. Ondertussen arriveren Scarlet en Blue met een lift in de mijn, tientallen meters onder zeeniveau. In de controlekamer vertelt Rhodes hen dat het water rondom de mijn permanent op 60 graden wordt gehouden via verwarmingselementen, die elk worden aangedreven door 100.000 volt elektriciteit, dat wordt geleverd door het Eskimo Booster Station. Als de verwarming uit zou vallen zou de zee bevriezen binnen een half uur en de toren verpletteren. Vanuit de zee wordt de mijn verdedigd door onderzeeërs.
Neilson arriveert bij Eskimo in zijn truck en krijgt van Captain Black de opdracht om de Hotspot Tower te vernietigen. In het Booster Station verlaagt de Mysteronagent de spanning en verwijdert enkele kabels. Het krachtniveau in de controlekamer daalt drastisch en Rhodes ontdekt dat het alfacircuit is afgesneden. Dat betekent dat dit geen ordinair ongeluk is. De temperatuur van het water daalt ook snel en het water begint te bevriezen. Scarlet en Blue concluderen dat Neilson een Mysteronagent moet zijn.
Terwijl het ijs dikker wordt beseft Scarlet dat hij naar het booster station zal moeten. De lift werkt niet, dus doet hij een duikpak aan en zwemt naar de oppervlakte. Daarna rijdt hij met de SPV naar het station.
Met nog maar enkele minuten voordat het ijs het complex zal verwoesten arriveert Scarlet bij Eskimo en confronteren Neilson. Die blijkt gewapend te zijn en treft Scarlet met een kogel. Scarlet verhoogt echter snel de spanning weer en duwt een stroomkabel in Neilsons richting. De kabel raakt de metalen trap waar Neilson op staat, en Neilson wordt geëlektrocuteerd. Scarlet sluit de kabels weer aan, en de verwarmingselementen treden weer in werking.
In Cloudbase maakt Colonel White bekend dat de Mysterons toch deels zijn geslaagd in hun opzet. De mijn is zwaar beschadigd en zal nog zes maanden buiten gebruik zijn. Tot die tijd kan de nieuwe missie naar Mars niet plaatsvinden.

## Rolverdeling

### Reguliere stemacteurs
- Captain Scarlet – Francis Matthews
- Captain Blue – Ed Bishop
- Colonel White – Donald Gray
- Lieutenant Green – Cy Grant
- Captain Black – Donald Gray
- Stem van de Mysterons – Donald Gray

### Gastrollen
- Neilson – Gary Files
- Generaal Rebus – David Healy
- Rhodes – Jeremy Wilkin
- Hotspot Control – Martin King
- Bewaker – Martin King

## Trivia
- De Neilsonpop werd eerder gebruikt voor Captain Brown in The Mysterons.
- Veel van de muziek in deze aflevering was eigenlijk gecomponeerd voor Stingray